# Torridge
Torridge is een Engels district in het shire-graafschap (non-metropolitan county OF county) Devon en telt 58.965 inwoners. De oppervlakte bedraagt 984 km². Onderdeel van het district is het eiland Lundy.
Van de bevolking is 20,4% ouder dan 65 jaar. De werkloosheid bedraagt 3,7% van de beroepsbevolking (cijfers volkstelling 2001).

## Plaatsen in district Torridge
- Westward Ho!

## Civil parishesin district Torridge
Abbots Bickington, Abbotsham, Alverdiscott, Alwington, Area not comprised in any Parish-Lundy Island, Ashreigney, Ashwater, Beaford, Bideford, Black Torrington, Bradford, Bradworthy, Bridgerule, Broadwoodwidger, Buckland Brewer, Buckland Filleigh, Bulkworthy, Clawton, Clovelly, Cookbury, Dolton, Dowland, East Putford, Frithelstock, Great Torrington, Halwill, Hartland, High Bickington, Hollacombe, Holsworthy, Holsworthy Hamlets, Huish, Huntshaw, Landcross, Langtree, Little Torrington, Littleham, Luffincott, Merton, Milton Damerel, Monkleigh, Newton St. Petrock, Northam, Northcott, Pancrasweek, Parkham, Peters Marland, Petrockstow, Pyworthy, Roborough, Shebbear, Sheepwash, St. Giles in the Wood, St. Giles on the Heath, Sutcombe, Tetcott, Thornbury, Virginstow, Weare Giffard, Welcombe, West Putford, Winkleigh, Woolfardisworthy, Yarnscombe.